# Oberschönau (Schönau am Königssee)
Oberschönau ist seit 1978 ein Gemeindeteil der Gemeinde Schönau am Königssee im oberbayerischen Landkreis Berchtesgadener Land.

## Geschichte
Vermutlich bereits ab Ende des 14. Jahrhunderts im Zuge des 1377 ausgestellten Landbriefs von Propst Ulrich Wulp waren Oberschönau I und Oberschönau II der 2. und der 6. Gnotschafterbezirk der „Urgnotschaft“ Schönau im Berchtesgadener Land, das ab 1380 das Kernland der Reichsprälatur Berchtesgaden und der später eigenständigen, reichsunmittelbaren Fürstpropstei Berchtesgaden (1559–1803) bildete. Nach drei kurz hintereinander folgenden Herrschaftswechseln wurde 1810 das Berchtesgadener Land mit seinen Gnotschaften dem Königreich Bayern angegliedert und aus Schönau ab 1817 eine Gemeinde. 1978 erfolgte im Zuge der Gebietsreform in Bayern die Wiederzusammenlegung der Gemeinden Schönau und Königssee in die Einheitsgemeinde Schönau am Königssee, deren Größe in etwa der einstigen Urgnotschaft entspricht. Seither sind Oberschönau I und Oberschönau II Gemeindeteile bzw. Gnotschaften von Schönau am Königssee.

## Baudenkmäler
- Siehe: Liste der Baudenkmäler in Schönau am Königssee#Oberschönau

## Einrichtungen
Oberschönau ist Sitz der Gemeindeverwaltung und der römisch-katholischen Pfarrei.